# Агаларова, Бахар Амиралы кызы
Бахар-ханум Амиралы-бек гызы Агаларова (азерб. Ağalarova Bahar Əmirəli qızı; 1884, Варвара, Елизаветпольская губерния — 16 февраля 1953, Баку) — педагог, заслуженный учитель Азербайджанской ССР. Депутат Верховного Совета ССР 3 созыва, Верховного Совета Азербайджанской ССР 2 созыва.

## Биография
Бахар Амиралы-бек гызы Агаларова родилась в 1884 году в деревне Варвара Елизаветпольского уезда. В 1910 году окончила женскую гимназию, открывшуюся в Баку для мусульманских женщин. 
Являлась педагогом, воспитателем. В 1942 году организовала первый детский дом в Азербайджанской ССР.
Являлась депутатом Совета Национальностей Верховного Совета СССР 3-го созыва (1950—1954) и Верховного Совета Азербайджанской ССР 2 созыва (1947 – 1950).
Награждена орденом Почёта и различными медалями.
Скончалась в Баку 16 февраля 1953 года.

## Награды
- Орден «Знак Почёта»

## Комментарии
1. ↑  Ныне — в Евлахском районе Азербайджана.